# Piotr Koj
Piotr Michał Koj (ur. 27 lutego 1962 w Bytomiu) – polski nauczyciel, polityk i samorządowiec, harcmistrz, od 1999 do 2004 przewodniczący ZHR, od 2006 do 2012 prezydent Bytomia.

## Życiorys

### Wykształcenie i praca zawodowa
W 1981 ukończył I Liceum Ogólnokształcące im. Jana Smolenia w Bytomiu, a w 1987 studia na Wydziale Nauk Społecznych Uniwersytetu Śląskiego w Katowicach. Jest także absolwentem podyplomowych studiów w zakresie zarządzania i administracji oraz historii. Od 1981 do 1982 działał w Niezależnym Zrzeszeniu Studentów. W latach 1985–1990 pracował jako nauczyciel historii i wiedzy o społeczeństwie, od 1990 pełnił funkcję wicedyrektora, a następnie od 1995 dyrektora Zespołu Ogólnokształcących Szkół Społecznych w Bytomiu. W 1989 był wśród założycieli Społecznego Towarzystwa Oświatowego na Górnym Śląsku.

### Harcerstwo
W latach 1969–1989 należał do ZHP. W 1989 wstąpił do Związku Harcerstwa Rzeczypospolitej. W latach 1990–1991 był komendantem Górnośląskiej Chorągwi Harcerek i Harcerzy, w latach 1991–2004 wchodził w skład Rady Naczelnej ZHR. Od 1991 do 1997 zajmował stanowisko przewodniczącego zarządu Górnośląskiego Okręgu, natomiast w latach 1998–1999 pełnił funkcję wiceprzewodniczącego ZHR.
Od 1999 do 2004 był przewodniczącym tej organizacji. Od 22 maja 2005, w związku z pełnieniem funkcji przewodniczącego ZHR, zasiada w Kapitule Krzyża Honorowego ZHR.

### Działalność polityczna
W wyborach samorządowych w 2002 kandydował na urząd prezydenta Bytomia z ramienia KWW Razem, zajmując trzecie miejsce. W tych samych wyborach uzyskał mandat radnego rady miejskiej. W 2006 ponownie ubiegał się o stanowisko prezydenta z ramienia Platformy Obywatelskiej. Wygrał w drugiej turze, uzyskując poparcie na poziomie 82,62%. Cztery lata później uzyskał reelekcję z ramienia PO. W wyniku referendum lokalnego, które odbyło się 17 czerwca 2012, prezydent został odwołany ze stanowiska. Na 28 925 głosów ważnych „za” głosowało 28 154 osób (97,3%) przy frekwencji wynoszącej 21,76%. W tym samym roku objął funkcję doradcy ds. edukacji marszałka województwa śląskiego.

## Odznaczenia
- Krzyż Kawalerski Orderu Odrodzenia Polski (2016)[7]
- Brązowy Krzyż Zasługi (2003)[8]
- Medal Komisji Edukacji Narodowej